# Razan Zaitouneh
Razan Zaitouneh (tiếng Ả Rập: رزان زيتونة; sinh ngày 29.4.1977) là nữ luật sư, nhà hoạt động nhân quyền người Syria đã đoạt Giải thưởng Sakharov năm 2011.

## Hoạt động
Razan Zeitouneh đã tích cực hoạt động góp phần vào cuộc Nổi dậy ở Syria 2011, và đã phải trốn lánh sau khi bị chính phủ Syria cáo buộc là làm gián điệp cho nước ngoài. Chồng của chị đã bị chính quyền Syria bắt giam.

## Giải thưởng
- 2011: Giải Anna Politkovskaya của tổ chức Reach All Women in War.[3]
- 2011: Giải thưởng Sakharov năm 2011 của Nghị viện châu Âu (cùng với 4 nhà hoạt động châu Phi khác).[4]